# Adoretus turkanus
Adoretus turkanus är en skalbaggsart som beskrevs av Ohaus 1940. Adoretus turkanus ingår i släktet Adoretus och familjen Rutelidae. Inga underarter finns listade i Catalogue of Life.